# Pier Marco De Santi
Pier Marco De Santi (Ponsacco, 1946 – Ponsacco, 20 settembre 2024) è stato uno storico del cinema, critico cinematografico e direttore artistico italiano, professore associato di "Storia del Cinema Italiano" e "Museologia del Cinema" dell'Università di Pisa.

## Biografia
Nato nel 1946 a Ponsacco si laureò nel 1974 con una tesi sul regista Federico Fellini, di cui poi diventò amico intimo. Le sue conoscenze nel panorama del cinema italiano andarono sempre più arricchendosi nel tempo: tra i nomi più importanti, Nino Rota, Carlo Lizzani, i Fratelli Taviani.
Dal 2001 fece parte del comitato dei garanti e fondatori del Corso di Laurea Cinema Musica Teatro (divenuto più recentemente Discipline dello Spettacolo e della Comunicazione) dell'Università di Pisa.
Fu autore di numerosi volumi (saggi critici e monografie) nonché curatore di mostre e Festival nazionali e internazionali.
Fondatore del Centro Multimediale del Cinema, un'associazione culturale che organizza importanti eventi cinematografici, fu anche direttore artistico del Festival EuropaCinema di Viareggio dal 2010 al 2012.
Pier Marco De Santi è morto il 20 settembre 2024, all'età di 77 anni.